# Valle della Restonica
La Valle della Restonica è una valle francese situata nella Corsica settentrionale, a mille metri di altitudine. La valle, caratterizzata da profonde gole, ha inizio dalla città di Corte e prende il nome dal torrente Restonica che la attraversa.
Si trova all'interno del Parco naturale regionale della Corsica, e dal 1985 è stata classificata come Gran sito nazionale. È meta di numerosi escursionisti, che attraversano i suoi sentieri per arrivare al Lago di Melo e al Lago di Capitello.